# High Maintenance
High Maintenance é o segundo extended play da cantora e compositora pop norte-americana Miranda Cosgrove e a segunda gravação musical inteira da cantora a não ter nenhuma ligação com a série iCarly, já que a trilha sonora de iCarly e o extended play About You Now ainda tinham ligação com a série. Lançado em 15 de março de 2011 pela Columbia Records, o EP traz cinco novas faixas, poduzidas por Dr. Luke, Max Martin, Shellback e Darkchild, sendo uma delas participação do cantor Rivers Cuomo, vocalista da banda power pop norte-americana Weezer. Estreou no #97 na Billboard 200, e sua melhor posição até agora foi #34.
O primeiro single do álbum, "Dancing Crazy" foi lançado em 14 de dezembro de 2010, foi composto pela cantora ''Avril Lavigne'' . A canção foi lançada em uma radio premiere, pela estação de rádio Kiss FM, sendo que em 21 de dezembro de 2010 a canção foi lançada para download digital pelo iTunes apenas nos Estados Unidos e, em 2011, a canção foi lançada oficialmente como CD single e Airplay nos Estados Unidos e para download digital em outras partes do mundo.

## Antecedentes
Em agosto de 2010 Miranda Cosgrove anunciou em entrevista que iria fazer um turnê pelos Estados Unidos para promover seu álbum Sparks Fly, lançado meses antes em 27 de abril, devido ao bom andamento de seu single "Kissin U", sendo também intitulada homonimamente ao álbum de Sparks Fly Tour. Porém em outubro do mesmo ano a cantora anunciou o encerramento dos trabalhos em seu álbum Sparks Fly, sem o lançamento de nenhum outro single oficial, apenas liberando as canções promocionais "BAM" e "Disgusting". Na mesma época a cantora anunciou em seu site que a turnê ainda seria realizada, porém agora sob outro nome, Dancing Crazy Tour, acrescentando que um novo single seria lançado para promover a turnê, ainda sem nome. Em dezembro Miranda postou em seu site as primeiras datas de sua turnê que passaria inicialmente apenas pelos Estados Unidos. Na mesma ocasião a cantora declarou que o título de seu novo single era o mesmo de sua turnê, "Dancing Crazy", sendo a canção composta por Avril Lavigne, Shellback e produzida por Max Martin. A mesma faria parte de um novo trabalho lançado pela cantora em 2011, adicionado a novas canções.

## Desenvolvimento e produção
Em novembro de 2010 Miranda Cosgrove começou a gravação de seu novo álbum, sendo "Dancing Crazy" a primeira canção à ser produzida para o trabalho. A canção é composta pela cantora canadense Avril Lavigne que, em meio à gravação de seu álbum, compôs a canção "Dancing Crazy" para Miranda Cosgrove, repetindo a parceria do álbum Sparks Fly, onde Avril havia composto a canção "Daydream" para Miranda. Ainda assinam a canção o produtor e músico Max Martin, responsável pelos sucessos "Hot n Cold" de Katy Perry e "Say Ok" de Vanessa Hudgens e Shellback, compositor de "If U Seek Amy" de Britney Spears e "So What" de P!nk. Em 22 de dezembro Miranda escreveu em seu twitter que estava em estúdio com Rivers Cuomo, vocalista da banda power pop norte-americana Weezer, gravando outra canção para seu EP. "Em estúdio. Rivers é a bomba", publicou no micro-blog. Em entrevista a J-14 Miranda declarou:
| “ | Eu costumava pensar que eu poderia ser apenas atriz, mas agora eu estou me inclinado para a música e, nossa, eu canto também. No começo eu realmente não pensava sobre que som seguir ou dava importância para isso. Eu estava apenas tentando descobrir o estilo de música que era realmente pra mim e fazer as coisas do meu jeito. Mas agora minhas canções são sobre as experiências que passei, e quando eu estou cantando eles eu tento expressar tudo que sinto, por isso espero que a partir de agora a minha música reflita a mim | ” |

Em 3 de janeiro de 2011 foi anunciado que o novo trabalho de Miranda seria um novo extended play, desmentindo os rumores de que seria um álbum de estúdio ou um álbum remix como havia se especulado antes Dias depois, em 9 de janeiro, a cantora postou em seu twitter que estaria em uma nova sessão de fotos para compor o encarte do novo extended play, para que ele fosse finalizado em sua parte artística: "Farei uma sessão de fotos amanhã o dia todo para a capa do meu NOVO EP!!! Vou ser fotografada em uma antiga mansão mal assombrada".
Em 28 de janeiro de 2011 em entrevista para a Billboard, Miranda Cosgrove anunciou que o título de seu EP seria High Maintenance, desmentindo os rumores que antes apontavam o nome do álbum como Turn It Up: Remixed, sendo que o lançamento previsto é para 15 de março de 2011. A cantora ainda confirmou a participação de Rivers Cuomo, da banda Weezer, e deu declarações sobre o álbum:
| “ | High Maintenance é o título também de uma canção com participação. É o primeiro dueto que já fiz e foi muito divertido. A minha parte da música é dessa garota que está em autodefesa e o Rivers é aquele cara que está tendo que superar isso isso. Eu realmente gostei de trabalhar com ele. Ele é muito legal. Eu tenho trabalhado também com Dr. Luke... e ele acabou me apresentando para o Rivers. | ” |

Em 7 de fevereiro Miranda Cosgrove deu uma entrevista para Jermy Leeuwis da revista eletrônica Music Remedy sobre o EP, onde anunciou o nome de algumas faixas do trabalho. Segundo a cantora, a faixa-título "High Maintenance" é uma "canção descolada e despreocupada, mostrando as formas de diversão amorosa", acrescentando ainda que há uma balada sentimental intitulada "Kiss You Up" que se torna explosiva e uma canção electropop, "Sayonara", além de uma canção chamada "Face Of Love", não descrita a sonoridade por Miranda.

## Sonoridade

### Influências e conceito
Em uma entrevista em 2010, Miranda Cosgrove citou algumas cantoras que serviam de exemplo para si mesma de como ela gostaria de conduzir sua carreira e sonoridade musical, mesclando o pop com toques de rock e dance music, dentre elas Gwen Stefani, Ashley Tisdale, Pink e Madonna. A cantora ainda acrescentou: "Apenas quero que as pessoas possam ter bons momentos ouvindo minhas canções". No final do mesmo ano, Miranda declarou que um das maiores influências que estava tendo para seu novo single era a cantora canadense Avril Lavigne, com quem estava trabalhando para a primeiro single, além de já ter trabalhado no álbum anterior, composto a canção "Daydream" , ''Dancing Crazy'' e '''FYI'' (For Your Information) . Alguns sites ainda citaram como influência para o novo trabalho de Miranda, a cantora ''norte-americana Ke$ha".

### Estilos Musicais e Temas
Dentre os produtores convidados para trabalhar no álbum de Miranda e remixa-lo estão The Matrix, Dr. Luke, Espionage, Ammo, Kool Kojak, Greg Wells, Desmond Child, Greg Kurstin, Max Martin, Sheppard Solomon, Tom Meredith, John Shanks, Raine Maida, Rock Mafia, Darkchild, Jon Vella e Shayne Swayney.

## Singles
O primeiro e único single, "Dancing Crazy" foi oficialmente lançada no dia 25 de dezembro de 2010 como download digital pelo iTunes apenas nos Estados Unidos, sendo que uma semana antes, no dia 14 de dezembro, a canção havia sido liberada para radio premiere, pela estação de rádio Kiss FM. Em 2011 foi lançada oficialmente como CD single e Airplay nos Estados Unidos e para download digital em outras partes do mundo. A canção foi composta pela cantora e compositora canadense Avril Lavigne, que já havia lhe escrito outra canção outras duas canções, "Daydream" e ''FYI'' (For Your Information) . ''Daydream'' Avril compôs para o primeiro álbum de Miranda Cosgrove, intitulado Sparks Fly. ''FYI'' (For Your Information) Avril compôs para o álbum, intitulado ''About You Now'' . Ainda a canção ''Daydream''  assinam a canção o produtor e músico Max Martin, responsável pelos sucessos "Hot n Cold" de Katy Perry e "Say Ok" de Vanessa Hudgens e Shellback, compositor de "If U Seek Amy" de Britney Spears e "So What" de P!nk.

## Repercussão

### Recepção da crítica
| Críticas profissionais | Críticas profissionais |
| Avaliações da crítica  | Avaliações da crítica  |
| Fonte                  | Avaliação              |
| ---------------------- | ---------------------- |
| Allmusic               | [ 20 ]                 |
| Boston Herald          | (favorável)            |
| Entertainment Weekly   | (B+)                   |
| USA Today              | [ 23 ]                 |
| The Washington Post    | (mista)                |

James Christopher Monger, do Allmusic, escreveu que o extended play (EP) tem um som mais "pop adulto", acabando por dar duas estrelas e meia para o álbum. Lauren Carter, do The Boston Herald comparou o EP com trabalhos de Avril Lavigne e Kesha. Mikael Wood do Entertainment Weekly disse que Cosgrove voltou ao ramo musical mais forte do que nunca. Allison Stewart do The Washington Post deu uma crítica mista para o EP, dizendo que "o novo EP de Cosgrove vai soar familiar, com o mesmo som de Sparks Fly, álbum de estreia da cantora ou de qualquer disco pop adolescente lançado nos últimos cinco anos"." Os críticos do USA Today notaram que "Cosgrove foi cantando desde iCarly, da Nickelodeon, mas o EP inspirado no electro é o primeiro lançamento para distinguir a cantora de 17 anos da protagonista do seriado"."

### Performance comercial
Nos Estados Unidos, High Maintenance debutou na 34ª posição da Billboard 200 vendendo 11,518 cópias em sua primeira semana.

## Lista de faixas
O EP contém 5 faixas, sendo uma um cover da canção "Kiss You Up" de Shontelle. A gravadora Columbia Records lançou a canção "Dancing Crazy" como primeiro single do extended play.
| N.º | Título                                       | Compositor(es)                                             | Duração |  |
| 1.  | "Dancing Crazy"                              | Avril Lavigne, Max Martin, Shellback                       | 3:43    |  |
| 2.  | "High Maintenance" (feat. Rivers Cuomo)      | William Steinberg, Rivers Cuomo, Joshua Berman             | 3:10    |  |
| 3.  | "Face of Love"                               | Lucas Secon, Carsten Mortensen, Scott Cutler, Anne Preven  | 3:33    |  |
| 4.  | "Kiss You Up" (cover da canção de Shontelle) | Jimmy Harry, Tony Kanal, Maureen McDonald                  | 3:07    |  |
| 5.  | "Sayonara"                                   | Lukasz Gottwald, Greg Kurstin, Bonnie McKee, Nicole Morier | 2:42    |  |

## Paradas musicais
| Parada (2011)                  | Melhor posição |
| ------------------------------ | -------------- |
| Estados Unidos - Billboard 200 | 34             |

## Créditos
- Miranda Cosgrove — Vocal; composição
- Avril Lavigne — Composição (faixa Dancing Crazy)
- Max Martin — Produtor musical, composição, instrumentos e programação, gravação e reprodução sonora, mixagem